# Esther Pissarro
Esther Pissarro (Londres, 1870 - 1951), nacida Esther Bensusan o Esther Levi Bensussan, fue una artista inglesa, grabadora en madera, diseñadora, iluminadora e impresora de libros, creadora junto a Lucien Pissarro de Eragny Press, editorial literaria de publicación en alta calidad de grabados de ilustraciones  en madera, y del archivo de la familia Pissarro en el Museo Ashmolean de Oxford. Se convirtió en una destacada ilustradora de libros durante el apogeo del movimiento artístico de las artes y oficios en Inglaterra  (arts and crafts). 

## Trayectoria
Bensusan nació en Londres, hija de un comerciante judío. Cuando era adolescente y estudiaba en la Crystal Palace School of Art (Escuela de Arte del Palacio de Cristal), conoció a Lucien Pissarro (1863-1944), hijo del pintor impresionista francés Camille Pissarro, que estaba recién llegado a Londres desde Francia.
En 1892 contrajo matrimonio con el pintor y al año siguiente la pareja se instaló en Epping (Essex). Allí nación en 1893 su hija Orivida, a la que puso nombre en recuerdo de su tía y que siguió la saga familiar dedicándose a la pintura, el grabado y la miniatura.
La pareja compartía una profunda admiración por William Morris y los ideales artísticos encarnados en sus libros de Kelmscott Press. Tras el nacimiento de Orovida, el matrimonio fundó la editorial Eragny Press, especializada en publicación de ilustraciones grabadas en madera. La crearon y dirigieron conjuntamente de 1895 a 1914. diseñando y produciendo ediciones literarias de alta calidad ilustradas con xilografías. La editorial fue establecida en Epping y llamada así en honor al pueblo Eragny, en Normandía, donde se había establecido Camille Pissarro. Ese primer año imprimieron su primer libro, The Queen of the Fishes (number i). En 1897 la imprenta se trasladó a Bedford Park, antes de instalarse finalmente en Hammersmith en 1900, cerca de los emplazamientos de las prensas de Kelmscott Press y Doves Press, donde permaneció hasta su cierre en 1914, después de imprimir 31 títulos, que firmaron conjuntamente. El cierre se debió al estallido de la Primera Guerra Mundial, que impidió continuar importando el papel desde Francia.
Entre otras, en 1899 la editorial publicó La belle au bois dormant & Le petit chaperon rouge, deux contes de ma Mere Loye de Charles Perrault (1628–1703) en un estilo preciosista y cuidado de altísima calidad. Para este libro , Esther y Lucien grabaron múltiples bloques de madera según los diseños de él. Impresos en secuencia, los distintos bloques de diferentes colores proporcionaron los contornos negros, el sombreado gris-verde y los fondos dorados decorativos. La copia de la Biblioteca Bridwell lleva una inscripción para el hermano de Esther, "Para S[amuel] L[evy] Bensusan de Lucien y Esther Pissarro".
Como ilustradores realizaron proyectos también para otras editoriales como el libro Of Gardens: An essay, by Francis Bacon en 1902 de Hacon and Ricketts.
Esther Pisarro creó el archivo de la familia Pissarro en el Museo Ashmolean de Oxford, ayudada por su hija Orovida que tuvo un papel importante en su desarrollo. Con ello se encargó de asegurar la conservación y el legado de tres generaciones de pintores, destacando a Camille Pissarro y Lucien Pissarro. La colección se encuentra en el Museo desde el fallecimiento de la artista en 1951.
Su obra está referenciada en instituciones como la Royal Academy of Arts, el British Museum o las University of Melbourne Collections.

## Obra

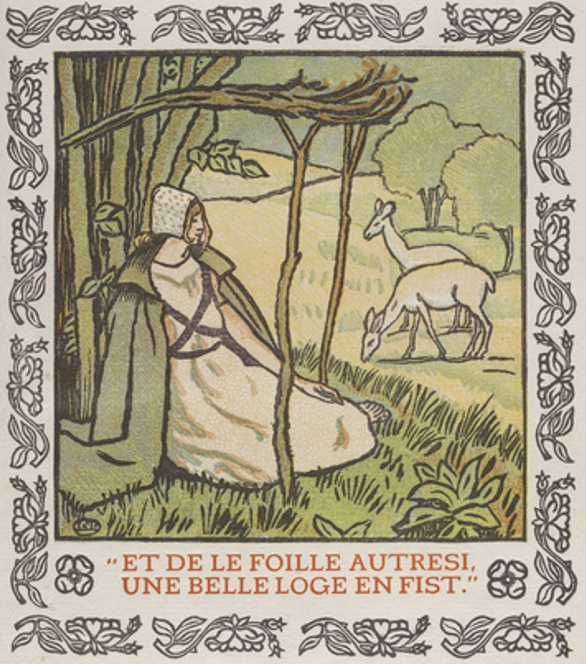
Aucassin et Nicolette, 1903
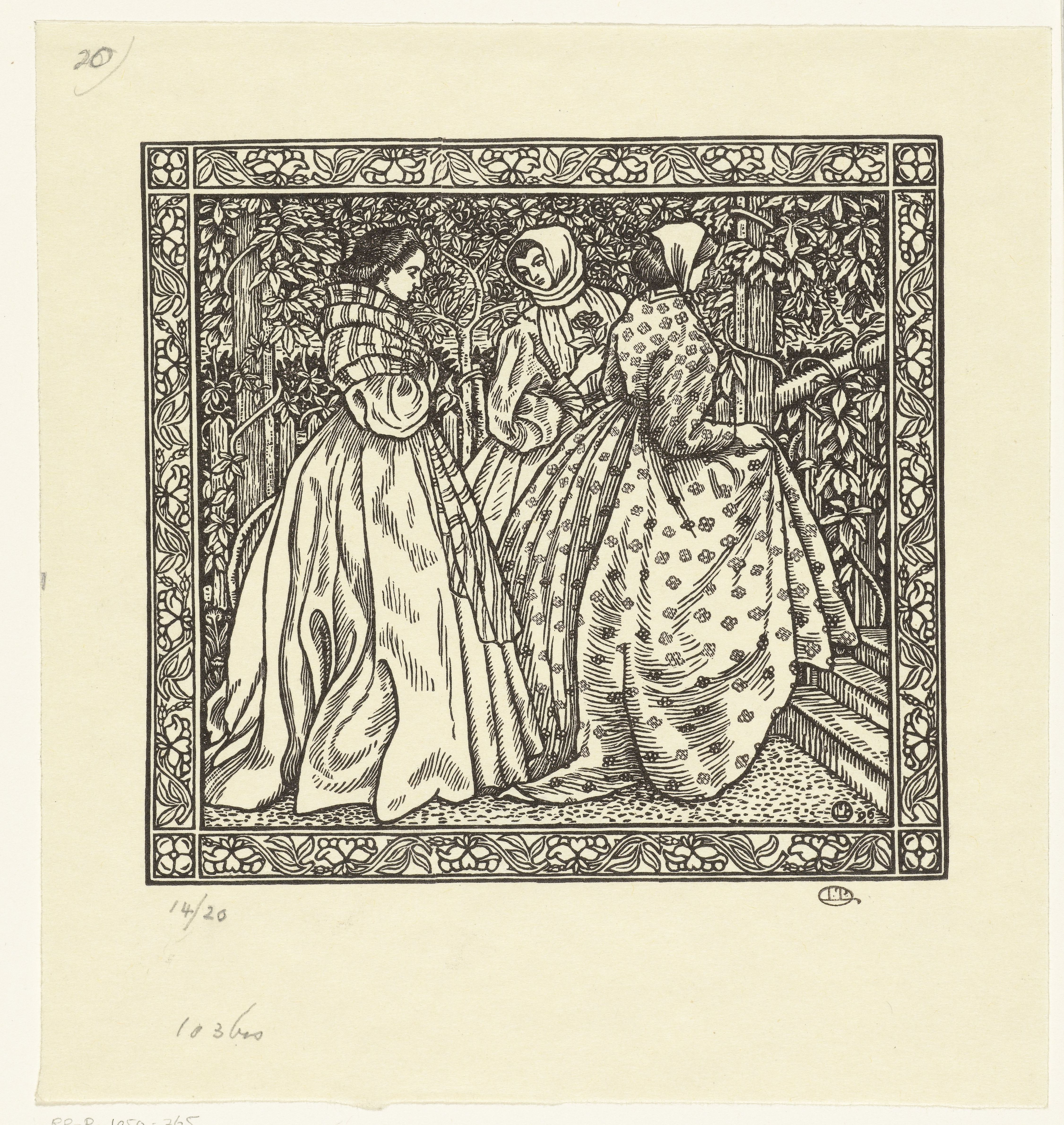
Tres mujeres en un jardín Les Roses d'Antan, 1950
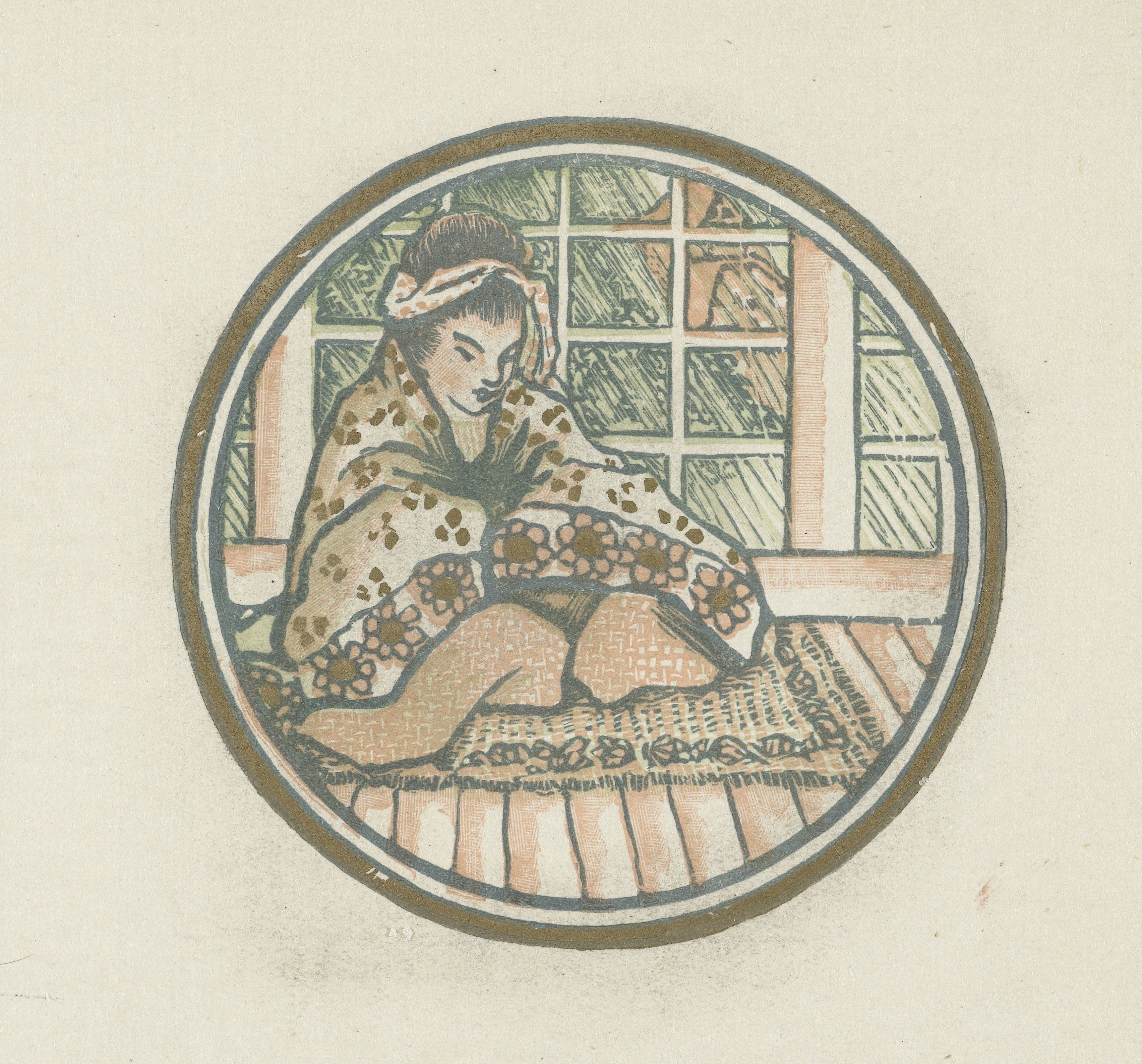
Mujer japonesa sentada, 1950

## Exposiciones
El Museo Ashmolean organizó una exposición de la obra de Eragny Press en 2011 en su sede de Oxford.